# Banco Granahorrar
Banco Granahorrar fue un banco colombiano abierto de 1972 a 1998. Era parte del conglomerado colombiano Grupo Grancolombiano, cuyo dueño era el banquero colombiano Jaime Michelsen Uribe.
Con el escándalo bursátil de la década de 1980, el banco pasó a ser privatizado, hasta su desaparición cuando lo absorbió el banco español BBVA, en 2005.

## Historia
El banco fue fundado en 1972 con el nombre de Corporación Grancolombiana de Ahorro y Vivienda, cuando el banquero y empresario Jaime Michelsen asoció sus empresas bajo el conglomerado Grupo Grancolombiano, que surgió gracias al impulso del presidente de la época, Misael Pastrana. El banco surgió el 14 de septiembre de ese año.
Con el escándalo de autopréstamos en que estuvo involucrado Michelsen y sus socios accionistas del conglomerado dueño de Granahorrar, el Estado colombiano, encabezado por el expresidente Belisario Betancur, nacionalizo dos bancos del grupo, Banco de Colombia (hoy Bancolombia) y el propio Granahorrar. El grupo finalmente se disolvió en 1997, pero los bancos sobrevivieron durante los ochenta y noventa.
Bajo la tutela del Estado colombiano, el banco fue readquirido por accionistas privados, que le dieron un nuevo aire a la entidad. La nueva administración logró que en 1997 el banco fuera catalogado como una de las entidades financieras más exitosas de Colombia, recibiendo incluso ofertas del banco español BBVA para su adquisición.
A pesar de esto, el banco volvió a entrar en decadencia, y el gobierno, ahora bajo la administración del hijo de Pastrana, Andrés Pastrana Arango, fusionó el banco con el fondo estatal Fogafín.
En 2000, el banco dejó de llamarse Corporación para denominarse oficialmente Banco Granahorrar.
A finales de 2005, el gobierno de Álvaro Uribe puso en subasta pública el banco, con un precio base de COP$900 000 000. En la contienda estuvieron los bancos Davivienda, Bogotá y Colpatria de Colombia; y Santander y BBVA de España. Finalmente, BBVA ofreció un valor de COP$970 000 000 y adquirió el banco, el cual pasó, a partir de entonces, a ser parte de BBVA, y sus sucursales fueron absorbidas, ampliando la presencia del banco español en Colombia.